# Fabriciana subornatissimoides
Fabriciana subornatissimoides är en fjärilsart som beskrevs av Reuss 1925. Fabriciana subornatissimoides ingår i släktet Fabriciana och familjen praktfjärilar. Inga underarter finns listade i Catalogue of Life.